# Astragalus insularis
Astragalus insularis es una especie de planta del género Astragalus, de la familia de las leguminosas, orden Fabales.

## Distribución
Astragalus insularis se distribuye por Estados Unidos y México.

## Taxonomía
Fue descrita científicamente por Kellogg. Fue publicada en Bull. Calif. Acad. Sci. 1(1): 6 (1884).